# پاول اسر
پاول اسر (آلمانی: Paul Esser؛ ۲۴ آوریل ۱۹۱۳ – ۲۰ ژانویهٔ ۱۹۸۸) صداپیشه، بازیگر تئاتر و بازیگر سینما اهل آلمان بود.
از فیلم‌هایی که وی در آن نقش داشته‌است، می‌توان به همسران خوش ویندزور، هوس‌ها، عطش شدید سه دختر سیری‌ناپذیر و پی‌پی جوراب‌بلنده اشاره کرد.
وی همچنین برندهٔ جوایزی همچون نشان افتخار شایستگی جمهوری فدرال آلمان شده‌است.